# La palabra
La palabra (Ordet) es una película dirigida por el cineasta danés Carl Theodor Dreyer en 1955. Se trata de una adaptación de la obra teatral de Kaj Munk.
Más cercano a las artes plásticas que a la pura narración de historias, Dreyer plantea esta película como un torrente de espiritualidad, rodeándola de un ambiente místico en el que se interesa por tratar, por encima de todo, la inseguridad del individuo ante los caprichos de la fe y de la razón.
En un bellísimo blanco y negro, la luz y el detalle en los rostros y los objetos juegan un papel básico en los espacios y los encuadres, recordándonos la pintura flamenca y al pintor danés Vilhelm Hammershøi, admirado por Dreyer, con el que comparte el convencimiento de que en los interiores se consigue mayor dramatismo; y en ambos la quietud de su figuración nos enfrenta inevitablemente a la idea de la muerte.
Ordet es considerada una de las cumbres del cine europeo de todos los tiempos, ganó el León de Oro de Venecia en 1955.

## Argumento
Rodada en 1954 y 1955, Ordet (La palabra) supone la culminación del lenguaje cinematográfico de Dreyer, distanciado de un cine convencional que nunca entendió.
El argumento gira en torno a la familia Borgen en la Dinamarca rural de la década de 1920. El devoto viudo Borgen es el patriarca de la familia, prominente miembro de la comunidad y patrón de la Iglesia Luterana. Borgen tiene tres hijos: Mikkel, el mayor, está casado con Inger y esperan el nacimiento de su tercer hijo. Johannes, quien perdió la cordura al estudiar la obra de Søren Kierkegaard, delira, cree ser Cristo y condena la falta de fe que observa en su época, incluyendo a su familia y las ideas modernas del pastor del pueblo. El hijo más joven, Anders, está enamorado de la hija del líder local de la Misión Interior.
Anders les confiesa a Mikkel e Inger su amor por Anne, la hija del sastre Peter. Inger intenta convencer a Morten de respaldar la unión y permitir el matrimonio de Anders y Anne. Morten se niega molesto, pero cambia de parecer cuando descubre que Peter ha rechazado la propuesta de su hijo. Morten discute con Peter para que permita el compromiso, a cambio Peter intenta adoctrinar en su fe a Morten. Mientras la discusión se obstaculiza, Morten recibe una llamada anunciando que Inger ha entrado en trabajo de parto y su vida está en riesgo. Peter argumenta que las complicaciones médicas son un castigo de Dios hacia la familia Borgen por no cambiar de religión. Anders y Morten vuelven a su hogar mientras el doctor aborta el parto y con esto logra salvar la vida de Inger. Una vez que el doctor se ha marchado, Johannes con su delirio hace enojar a su padre al decirle que la muerte se acerca y se llevará a Inger. Morten se rehúsa a escuchar, pero tal como dijo Johannes, Inger muere esa misma noche.
Comienzan los preparativos para el funeral de Inger y Peter se arrepiente por haber deseado la muerte de Inger y ofrece aceptar el matrimonio de su hija como gesto de reconciliación. Johannes interrumpe el velorio y proclama que Inger puede resucitar si la familia lo pide a Dios. La hija de Inger toma la mano de Johannes y le pide impaciente que resucite a su madre. Johannes alaba su inmaculada fe infantil y le pide a Dios que despierte a Inger de entre los muertos. Inger comienza a respirar y mover los dedos, finalmente abre los ojos. Ante el milagro, Morten y Peter olvidan sus diferencias religiosas. Inger y Mikkel se abrazan y él menciona haber encontrado su fe.
En un hermético mundo de inamovible temor de Dios, chocan las diferentes actitudes ante la fe, liberándose conjuntamente al producirse el hecho milagroso del final.

## Estructura del film
La película se compone de 114 planos, de los cuales 55 son planos secuencias, una técnica que requiere del constante movimiento de la cámara y de la circulación fluida de los personajes. La estructura de Ordet la podemos dividir en cuatro Unidades Secuenciales. Cada una de estas Unidades se compone de varias escenas. 
En la primera podemos ver la presentación de la familia Morten, la locura de uno de sus hijos y la oposición al noviazgo entre Anders y Ann. 
En la segunda, se nos presenta a la otra familia, el enfrentamiento de las dos familias por el noviazgo de sus hijos y la confrontación antagónica entre Johannes y el Pastor de la iglesia. 
En la tercera vemos los problemas de parto de Inger, la muerte de la madre y su hijo y cómo esto afecta a las respectivas familias. 
En la cuarta nos encontramos con el velatorio de Inger, el funeral, la reconciliación de las dos familias y el milagro.
| Predecesora: Romeo y Julieta | Ganador León de Oro Ordet 1955 | Sucesora: Aparajito |